# Holcoponera

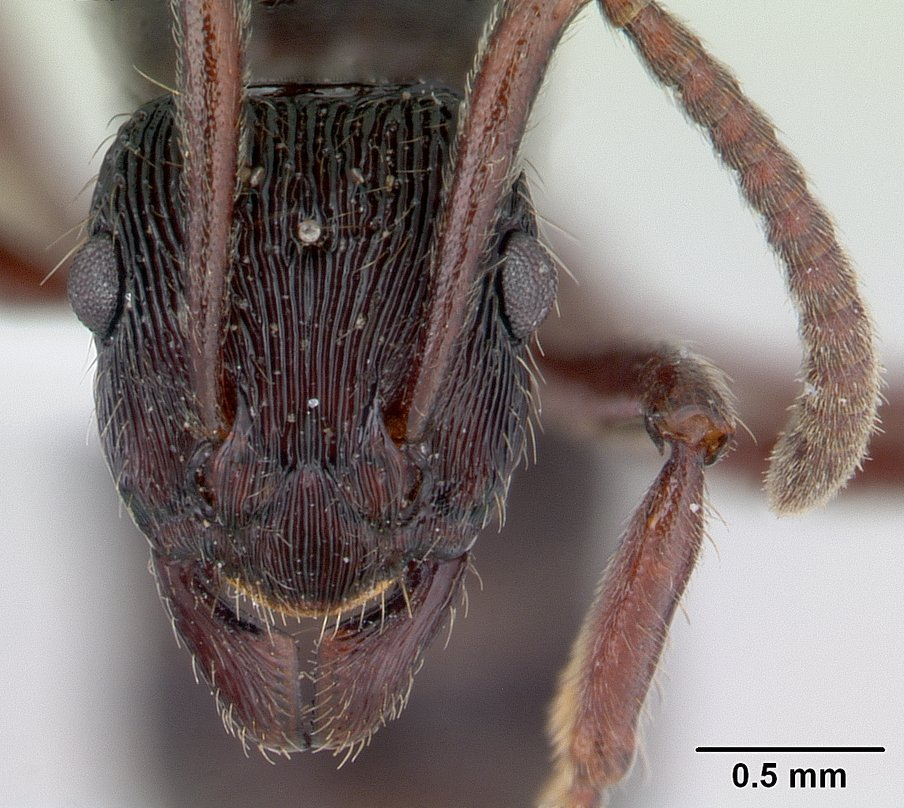
Holcoponera striatula

Holcoponera (лат.) — род муравьёв подсемейства Ectatomminae.

## Описание
Голова шире сзади, чем спереди; мандибула треугольная с бороздками на фронтальной поверхности; передний край наличника выпуклый; скапус обычно превышает затылочный край; глаз немного позади цефалической середины; промезонотальный шов часто хорошо обозначен, полностью прерывая дорсальную мезосомальную скульптуру; проподеальное дыхальце близко к наклонной поверхности проподеума; проподеум не вооружен; передний простернальный отросток широко вогнут медиально; метакоксальная поверхность всегда с зубцом или лопастью; петиолярный узел высокий; передневентральный постпетиолярный отросток относительно широкий; второй брюшной сегмент лишь слегка изогнут вентрально. Усики рабочих и самок 12-члениковые. Жало развито.

## Распространение
Неотропика и Индо-Австралия.

## Систематика
Включает около 40 видов, которых ранее с 1958 года включали в состав рода Gnamptogenys. В 2022 году род Gnamptogenys был разделён на несколько: Alfaria + Gnamptogenys + Holcoponera + Poneracantha + Stictoponera. Кроме того, под идентичным названием Holcoponera Cameron, 1891 известен младший синоним рода Cylindromyrmex.
- Holcoponera acuta
- Holcoponera albiclava
  - =Wheeleripone albiclava Mann, 1919[6]
- Holcoponera ammophila
- Holcoponera andina
- Holcoponera aspera
- Holcoponera aterrima
- Holcoponera atrata
- Holcoponera auricula
- Holcoponera avus[7]
- Holcoponera bisulca
- Holcoponera brunnea
- Holcoponera crenaticeps
- Holcoponera cribrata
- Holcoponera dichotoma
- Holcoponera ejuncida
- Holcoponera epinotalis
  - =Rhopalopone epinotalis Emery, 1900
- Holcoponera extra
- Holcoponera gentryi
- Holcoponera gracilis
- Holcoponera haytiana
  - =Spaniopone haytiana Wheeler, W.M. & Mann, 1914[8]
- Holcoponera ilimani
- Holcoponera latistriata
- Holcoponera lucida
- Holcoponera luzonensis
- Holcoponera major
- Holcoponera malaensis
- Holcoponera mina
- Holcoponera moelleri
- Holcoponera nigrivitrea
- Holcoponera pernambucana
- Holcoponera pilosa
- Holcoponera pittieri
- Holcoponera pleurodon
- Holcoponera porcata
- Holcoponera preciosa
- Holcoponera relicta
- Holcoponera sila
- Holcoponera solomonensis
- Holcoponera striatula
- Holcoponera strigata